# Жижемський Михайло Васильович

Михайло Васильович Жижемський (?-?) — князь, воєвода на службі у Московських князів. Єдиний син князя Василя Михайловича Жижемського.

## Життєпис
- У жовтні 1557 р. — був воєводою у м. Мценську.
- У 1558 р. — став першим воєводою в м. Карачеві.
- У 1560 р. — посланий на службу бути воєводою в м. Новгород-Сіверський. Коли приходив Дівей-мурза до м. Рильську «на посад», то він служив в охороні.
- У березні 1565 р. — посланий служити першим воєводою у м. Веліж замість воєводи В. Карпова. У червні того ж року мав наказ йти з Брянську з «судовою раттю» другим воєводою на Великі Луки та м. Полоцьк, йти війною проти Великого князівства Литовського.
- Присутній на Земському соборі 1566 р.. Знаходився на службі в Московії. Був тисячником 3-ї статті. Прибув з м. Малого Ярославця.
- Був у Полоцькому військовому поході 1562–1563 рр.. Спав у таборі московського государя.
- У квітні 1567 р. — направлений другим воєводою з полком «лівої руки» до м. Кашири на прихід кримського хана.